# Samuel Bellamy
Samuel Bellamy, poznatiji kao Black Sam, bio je engleski piratski kapetan s početka 18. stoljeća. U novije vrijeme je postao poznat zato što je olupina njegovog broda Whydah pronađena 1984. uz istočnu obalu SAD-a. Utopio se u oluji 1717. godine.

## Životopis
Vjeruje se da je Samuel Bellamy rođen 1689. u selu Hittisleigh u Devonu u Enegleskoj. Kao mornar u vrlo ranoj mladosti otputovao je u Novi svijet u potrazi za srećom. Prema nekim tvrdnjama, nakon rata za španjolsku baštinu stigao je u Eastham u Massachusettsu na Cape Cod gdje se udvarao lokalnoj djevojci Mary Hallet. Možda kako bi stekao dovoljno novca da ju oženi, tražio je bogatog pokrovitelja za financiranje izvlačenja blaga sa španjolskih galijuna koji su potonuli na istočnoj obali Floride 1715. godine. Sklopio je patnerstvo s Paulsgraveom Williamsom, draguljarom s Rhode Islanda, ali njihova ekspedicija je bila neuspješna jer su većinu blaga već odnijeli Španjolci ili oteli pirati predvođeni Henryjem Jenningsom. 
Bellamy i Williams su se tada počeli baviti piratstvom na Karibima. Do ožujka 1716. Bellamy i Williams su vodili bandu od 50 pirata pljačkajući plovila u vodama oko poluotoka Yucatán. U travnju 1716. udružili se s kapetanom Henryjem Jenningsom da bi opljačkali francusku fregatu St. Marie iz La Rochellea. Nakon bitke, Jennings je s dvije šalupe otplovio u lov na francusku šalupu Marianne, koju je nešto ranije zarobio drugi pirat, Benjamin Hornigold. Nakon što je Jennings otplovio, Bellamy i njegova posada su se okrenuli protiv preostalih Jenningsovih ljudi, ukrali velik dio plijena, i otplovili na dvije pirague u suprotnom pravcu. Uskoro su susreli Benjamina Hornigolda koji je bio toliko impresioniran Bellamyjevim pothvatom da mu je dao Marianne na korištenje. Zajedno s Hornigoldom Bellamy je plovio duž obale Kube gdje su opljačkali još nekoliko brodova.
U svibnju 1716. Hornigold i Bellamy su ujedinili snage s francuskim piratom Olivierom Levasseurom koji je zapovijedao šalupom Postillion i također djelovao u kubanskim vodama. Kako je Hornigold, kao bivši engleski gusar, izbjegavao napadati britanske i nizozemske brodove, Bellamy je tražio od pirata da njega izaberu kao zapovjednika flote umjesto Hornigolda. Tako je i bilo a Hornigold se sa šačicom ljudi morao vratiti u Nassau na New Providenceu na Bahamima.
Bellamy je zaplovio uz sjevernu obalu Hispaniole prema Malim Antilima. U studenom 1716. Bellamy i Levasseur zarobili su trojarbolni britanski trgovački brod Sultana. Bellamy je preuzeo zapovjedništvo na Sultanom, preuredivši je u piratski brod, a zapovjedništvo nad  Marianne predao Williamsu. Nakon što su očistitli brodove na otočiću La Blanquilla 100 milja od obale Venezuele, pirati su u siječnju 1717. pristali na otoku Saint Thomas na Djevičanskim otocima. Ondje su spasili 100 pirata kojima je brod uništen u napadu britanske fregate HMS Scarborough, članove posade Johna Martela, koji je pobjegao i prepustio ih njihovoj sudbini. 
Popunivši posadu, pirati su zaplovili na zapad, te početkom veljače 1717. u prolazu između Kube i Hispaniole bez borbe zarobili trojarbolni robovlasnički brod Whydah, koji je upravo bio na trećem dijelu svog trgovačkog putovanja, natovaren zlatom, bjelokosti, rumom, indigom, i šećerom. Bellamy je preuredio Whydah u svoj zapovjedni brod, povećavši mu broj topova s 18 na 28, te čak dao njegovom bivšem kapetanu Lawrenceu Princeu Sultanu, počevši se nazivati "morski Robin Hood". Nakon što su očistili svoj novi brod u južnim Bahamima, pirati su zaplovili na sjever, namjeravajući pljačkati uz istočnu obalu Sjeverne Amerike.
Krajem travnja 1717. Whydah je plovio uz obalu Massachusettsa. Nedaleko Cape Coda brod je upao u oluju te potonuo. 146 članova posade, među njima i Bellamy, su se utopili. Šest pirata koji su se spasili je zarobljeno i obješeno u Bostonu.